# Mein langsames Leben
Mein langsames Leben ist der dritte Spielfilm von Angela Schanelec. Er feierte 2001 auf der Berlinale Premiere und wird zu den Filmen der Berliner Schule gerechnet.

## Handlung
In einer Folge von zufällig scheinenden Tableaus wird ein Sommer im Leben einer kleinen Gruppe von Menschen um die Dreißig gezeigt. Die Handlung spielt meist in Berlin, aber auch in Paris und in Süddeutschland.
Die Architekturstudentin Valerie verbringt ein halbes Jahr in Berlin, während es ihre Freundin Sophie beruflich nach Rom zieht. Valerie versteht sich gut mit ihren neuen Nachbarn, dem Ehepaar Marie und Alexander und deren neunjähriger Tochter Clara. Über Marie und Alexander lernt Valerie den frisch geschiedenen Thomas kennen und fängt eine Beziehung mit ihm an. Sie reist nach Süddeutschland, um ihren schwerkranken Vater und dessen Geliebte zu besuchen. Thomas fährt nach Paris. Valerie ist Gast auf der Hochzeit von Claras 21-jährigem Kindermädchen Marie, dort hat die Band Mutter einen Auftritt. Marie entscheidet sich zu einer Abtreibung, Alexander hat eine Zweitwohnung und ein Verhältnis. Sophie kehrt nach Berlin zurück und wartet in einem Café vergeblich auf Valerie, lernt dort aber den Gast am Nebentisch kennen. Valerie trauert um ihren verstorbenen Vater.

## Rezeption
Im Filmdienst bezeichnete Josef Lederle Mein langsames Leben als „eine ästhetisch gewagte, mit extremen Ellipsen arbeitende, cineastisch atemberaubende wie philosophisch tiefsinnige Meditation über die Leere und den Abgrund des Daseins.“
Für Katja Nicodemus steht der Film für ein „Kino der Klarheit“, bei dem die elliptische Erzählweise kein reines Stilmittel sei, sondern der „urbanen Wahrnehmung“ entspreche. So sehe man z. B. Bekannte manchmal lange nicht und erfahre erst nach einiger Zeit von ihren Lebensveränderungen. U.a. durch diese Erzählweise komme Schanelec der Wirklichkeit oft sehr nahe.
In seiner Rezension in der Zeit stellte Merten Worthmann fest, dass in 85 Minuten Film sehr wenig geschehe. Man wolle mehr wissen, bekomme aber selten gezeigt, was man erwarte. Schanelec erreiche jedoch „mit ihrer Mischung aus scheinbaren Nebensächlichkeiten und angedeuteten Hauptsachen […] eine faszinierende Dichte“. Worthmann setzte Schanelecs Schaffen in Bezug zu den Filmen Thomas Arslans und Christian Petzolds. Alle drei Filmemacher seien Absolventen der Deutschen Film- und Fernsehakademie Berlin und teilten „die Liebe zur Ellipse und den Hang zum Abstandhalten“. Auch der Umgang mit Licht sowie die Behandlung der eigenen Stoffe sei ähnlich. Merten verwendete in dieser Besprechung als einer der ersten den Begriff „Berliner Schule“.
Für Martina Knoben war der Film trotz oder gerade wegen seiner Strenge und Sprödigkeit „einer der faszinierendsten deutschen Filme der jüngsten Zeit“. In ihrer Besprechung in Epd Film konstatierte sie eine Nähe zur Nouvelle Vague und speziell zu den Filmen Èric Rohmers. Die Art und Weise, wie Schanelec Kinder inszeniere, erinnerte sie an Kinderporträts von Herlinde Koelbl.